# Mahomi Kunikata
Mahomi Kunikata (Kanagawa, 1979) è un'artista giapponese, membro della compagnia Kaikai Kiki di Takashi Murakami.

## Opere
Il lavoro di Kunikata, molto personale e profondamente influenzato dalla cultura otaku e dai manga sessualmente espliciti, ricorre alle convenzioni del genere per esplorare ed esprimere argomenti di carattere psicologico come quelli dell'abbandono, della depressione e del masochismo.  Le sue opere rientrano nell'estetica propria del movimento artistico Superflat fondato da Takashi Murakami.